# Corazón mestizo
Corazón mestizo es un musical histórico chileno basado en el poema épico del español Alonso de Ercilla, que relata la primera fase de la Guerra de Arauco entre españoles y mapuches.
La trama del musical gira en torno a los esfuerzos españoles por conquistar Chile y como se ven frustrados por las rebeliones de los mapuches por defender su territorio. Tiene como protagonistas a Inés de Suárez y Pedro de Valdivia (españoles), y el intenso romance entre Guacolda y Lautaro (mapuches).

## Antecedentes
El musical tiene una duración de dos horas, con un intermedio, y combina música, canto, actuación y baile. Cuenta con 30 actores en escena y utiliza tecnología estereoscópica para la escenografía, creando diferentes atmósferas virtuales en tres dimensiones, la misma técnica que vistió al Palacio de La Moneda el año 2010 para celebrar el Bicentenario de Chile.
La dirección y adaptación del musical se llevó a cargo de Alejandro Pinto (Don Quijote de la Mancha, el musical), y como coreógrafo Christian Ocaranza ganador de la tercera Generación del programa buscatalentos Rojo Fama Contrafama de Televisión Nacional de Chile (TVN).
Corazón Mestizo inicialmente estaba programado para estrenarse en julio de 2011 en la ciudad de Temuco, pero finalmente se estrenó en la ciudad de Osorno el 23 de noviembre de 2011, donde las malas condiciones climáticas no permitieron realizarlo en la Plaza de Armas al aire libre, ni tampoco en el Gimnasio María Gallardo donde la capacidad para asistir era superior a las 2.000 personas del Gimnasio Español donde finalmente se presentó la obra.
La presentación programada para el 30 de noviembre de 2011 en el Movistar Arena de Santiago de Chile, tuvo que ser postergada para el 11 de enero de 2012, ya que la mezzosoprano Mirella Tironi quien interpretaría un papel protagónico como Inés de Suárez sufrió un cuadro de neumonitis días previos a la presentación y según explicó el productor ejecutivo Nicolás Pinto «el equipo productor y el elenco lamenta mucho esta situación, pero debemos brindar un espectáculo de calidad internacional, y no ignorar hechos fuera de nuestro alcance que afectan el duro trabajo que hemos desarrollado durante estos últimos cuatro años. El aplazamiento de nuestra presentación busca conservar la excelencia de una producción artística y cultura realizada con los más altísimos estándares de calidad». Pero para el cantante lírico Tito Beltrán, la solución a este problema debería haber sido el que se aplica en todas partes del mundo, donde siempre se tienen a sustitutos que reemplazan en casos como estos.

## Críticas
Para el estreno de la obra, originalmente organizado para ser presentado en una plaza al aire libre en la ciudad de Osorno, al sur de Chile, las condiciones clímaticas hicieron que finalmente se presentaran en un gimnasio con capacidad para 2.000 personas. Aunque el lugar era pequeño y la experiencia de la mayóría de los artistas hubiera permitido que se escucharan en todo el lugar, el sonido fue el elemento más criticado, incluso causando molestia de los asistentes al no poder escuchar bien. Según comentó Tito Beltrán, el ingeniero a cargo del sonido no consideró que eran 29 personas en escena, y sólo se podían poner 7 micrófonos en buen funcionamiento, haciendo que se prestaran los micrófonos entre ellos de acuerdo a quien le tocara actuar en el momento. Y lamentablemente la acústica del gimnasino tampoco contribuyó a que se escucharan bien, pero eso no repercutió en la personalidad de los actores que dieron lo mejor para que la obra se llevara a cabo.

## Personajes

### Españoles
- Alonso de Ercilla (Tito Beltrán)
- Inés de Suárez (Mirella Tironi)
- Pedro de Valdivia (Gerardo Wistuba)
- Rodrigo de Quiroga (Santiago Tupper)
- García Hurtado de Mendoza (Nicolás Pinto)
- Francisco de Villagra (Andrés Zará)
- Capellán Pozo (Julio González)
- Juan Gómez (Javier Ramírez)

### Mapuches
- Lautaro (Rubén Álvarez)
- Guacolda (Daniela Castillo)
- Caupolicán (Miguel Ángel Pellao)
- Colocolo (Roberto Díaz Castillo https://www.facebook.com/roberto.diazc)
- Angol (Esteban Toro)
- Ayelén (Valeria Landa)
- Glaura (María Isabel Sobarzo)
- Lautaro niño (Sebastián Vilches)
- Tucapel (Pablo Vargas)
- Mañke (Paulina López)
- Tegualda (Bárcara Moscoso)
- Sayeññ (Gloria Marín)
- Andresillo (Juan Luis Urbina)
- Fresia (Maria Graciela Vera)
- Machi (Camila Méndez)
- Galvarino (Raul Canales)
- Lincoyán (Yeric Núñez)
- Nehuén (Guillermo Alfaro)

### Coro
- Francisca Galleguillos
- Pachara Poonsawat
- Andrea Waissbluth
- Karen Matus

## Temas musicales
| Acto I 1. Defensores de la Fe / Coro Flagelantes 2. Chile provincia y señalada / Alonso de Ercilla y coros 3. No ha habido rey aún (parte 1) / Coro 4. Amarnos esta noche / Pedro de Valdivia e Inés de Suárez 5. No ha habido rey aún (parte 2) / Coro 6. Solo estoy / Colocolo 7. Cortadles una mano / Pedro de Valdivia 8. Volverán a ser nuestros / Machi y Leftraru 9. Edificio y palos / Coro hombres 10. Engañadas fuimos / Coro mujeres y Guacolda 11. Caciques de mi pueblo (parte 1) / Colocolo 12. Caciques de mi pueblo (parte 2) / Colocolo 13. Me decían la Inés / Inés de Suárez 14. He vivido entre enemigos / Lautaro | Acto II 1. El enemigo riguroso / Alonso de Ercilla 2. Aprenderemos a luchar / Lautaro y Guacolda 3. Yo derroté al español / Caupolicán 4. Morir antes de tiempo debe ser / Inés de Suárez 5. Me propones una tregua / Lautaro y Marcos Veas 6. Dueños de la fé / Semicoro 1 y 2 7. Nuestro deber es preñar / García Hurtado de Mendoza 8. Calla corazón / Guacolda y Lautaro 9. Ese hombre Lautaro / Marcos Veas 10. Oíd al poeta / Juan de Pineda 11. Duelo, duelo / Alonso de Ercilla 12. Estamos en guerra / García Hurtado de Mendoza 13. Del infame padre / Fresia 14. Aquella noche / Alonso de Ercilla 15. Ay de mí... Ay de ti... / Guacolda y Machi 16. Mix final / Coro |

## Producciones

### Tour 2011-2013
El estreno y primeras presentaciones fueron producidas por Arteamerica, iniciando la gira el 23 de noviembre de 2011 en Osorno y el 11 de enero de 2012 en el Movistar Arena de Santiago de Chile. Lo particular de esta producción es la escenografía montada con tecnología 3D mapping (sistema que crea atmósferas interactivas que van cambiando acorde a la escena del momento generando un ambiente realista). Para el 14 de abril de 2012 se presentan en la Medialuna de Rancagua, logrando una excelente crítica de las autoridades y asistentes de la ciudad.
En 2013 se presentan el 7 de junio en el frontis de la Iglesia San Marcos de la ciudad de Arica y contarán con la participación de 20 músicos de la orquesta de Arica que se suman a la orquesta oficial del musical.

## Curiosidades
- Daniela Castillo se inspiró en Guacolda para hacerse un renovado cambio de look, dejando atrás su larga cabellera azabache, a un color más claro derivado del chocolate, ya que Guacolda en lengua mapudungun viene de "gua", una variedad de choclo, y de "coli" o "colda", rojo. Y según se describe en La Araucana, ella era una mujer de extremada belleza y de pelo color casi rojo.[15]

- José Alfredo Fuentes a pesar de ser un famoso cantante, reconocido conductor de televisión y declararse como un verdadero admirador de eventos teatrales, nunca antes había participado en un musical.[16]

- El cantante lírico pehuenche Miguel Ángel Pellao, quien interpreta a Caupolicán en esta obra musical, siente que en Chile el racismo forma parte de la cultura general de los chilenos, tema que se toca en la La Araucana escrita hace más de 400 años.[17]